# لیگوتا کسیاژتسا (استان اوپوله)
لیگوتا کسیاژتسا (به لهستانی: Ligota Książęca) یک منطقهٔ مسکونی در لهستان است که در گمینا نامسووو واقع شده‌است.